# Hassan Rohani
Hassan Rohani (også Rowḥāni eller Rouhani, persisk: حسن روحانی; født i 1948) er en iransk politiker og tidligere atomforhandler, der var den syvende iranske præsident, valgt ved præsidentvalget 14. juni 2013. Han blev indsat den 3. august 2013.
Rohani er politiker for De kæmpende præsters association og tidligere for Det islamiske republikanske parti. Rohani har været medlem af Ekspertforsamlingen siden 1999, af Den islamske republik Irans Fremskyndelsesråd siden 1991, af Det øverste nationale sikkerhedsråd siden 1989 og leder for Centeret for strategisk forskning siden 1992.
Rohani var også viceformand for den fjerde og femte samling i Irans parlament, og var Det øverste nationale sikkerhedstråds sekretær fra 1989 til 2005. I denne stilling ledede han også Irans tidligere team for kernefysisk forskning og var landets øverste forhandler med EU-3, altså Storbritannien, Frankrig og Tyskland, om Irans atomprogram.
7. maj 2013 registrerede Rohani sig til det iranske præsidentvalg i 2013, som blev afholdt 14. juni. Han sagde, at han ville forberede et "charter for civile rettigheder," styrke økonomien og forbedre relationerne med Vesten, hvis han blev valgt. Han blev på forhånd regnet som den mest reformvenlige kandidat, og vandt valget i første valgrunde mod fem andre kandidater med 18.613.329 stemmer eller over 50,7% af stemmerne og derfor blev valgt i første valgrunde. Hans fik omtrent tre gange så mange stemmer som den, som kom på andenpladsen, Mohammad-Baqer Qalibaf. Valget blev set som en afvisning af Irans konservative regime, selv om også Rohani i begyndelsen blev regnet for at være konservativ.
Rohani blev genvalgt ved det iranske præsidentvalg i 2017, hvor han fik 57% af stemmerne og undgik dermed anden valgrunde. Med 40 mio. afgivne stemmer endte valgdeltagelsen på 70%.